# 574 v.Chr.

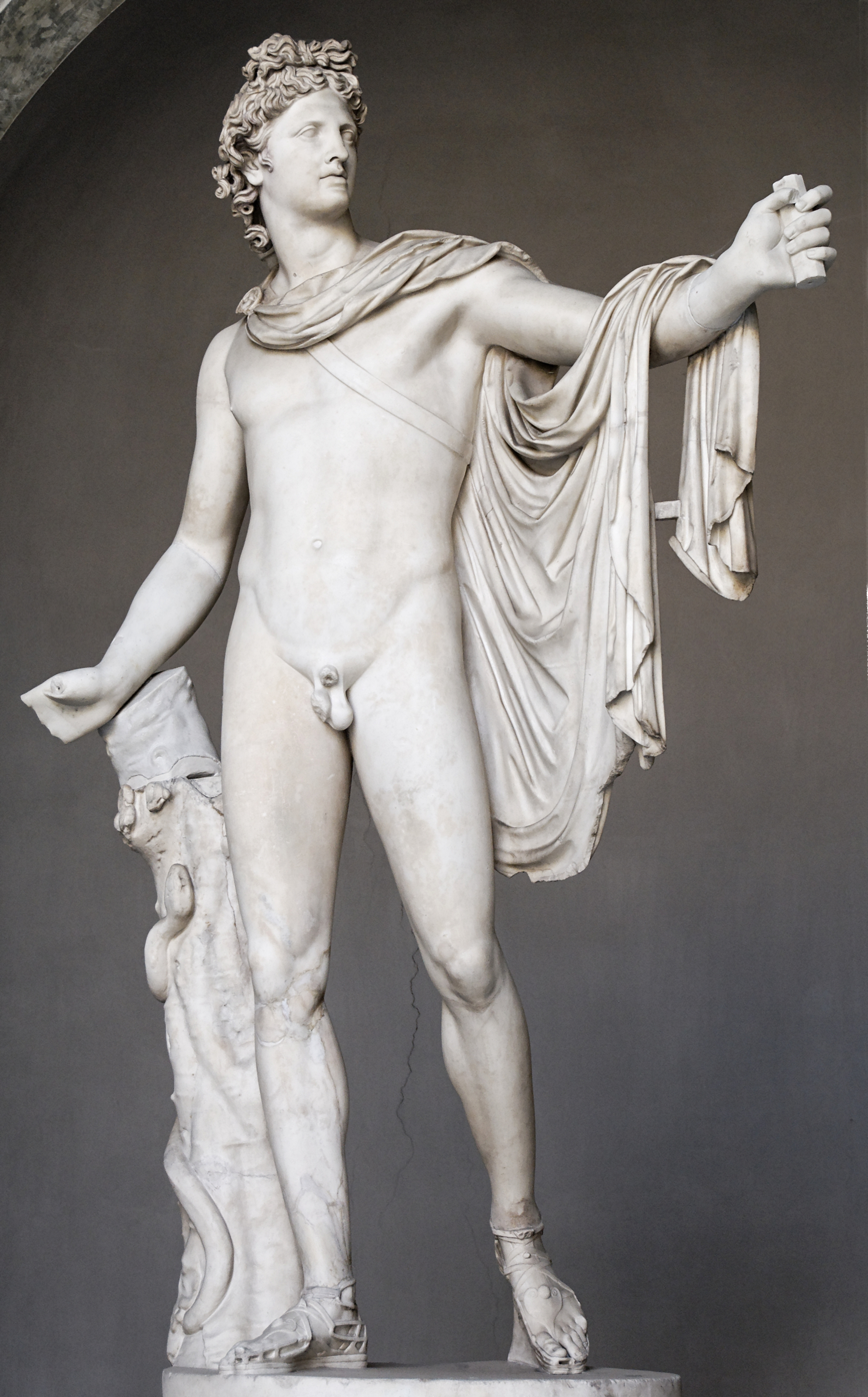
Apollon van Belvedère (4e eeuw v.Chr.)

Het jaar 574 v.Chr. is een jaartal volgens de christelijke jaartelling.

## Gebeurtenissen

### Griekenland
- Alcetas I volgt zijn vader Aëropus I op als koning van Macedonië. Na zijn troonsbestijging ontbrandt er een strijd om de macht. (waarschijnlijke datum)
- In Delphi (Centraal-Griekenland) wordt de tempel van Apollo door brand verwoest. (waarschijnlijke datum)